# Anisodes dampieri
Anisodes dampieri là một loài bướm đêm trong họ Geometridae.